# Michał Boym

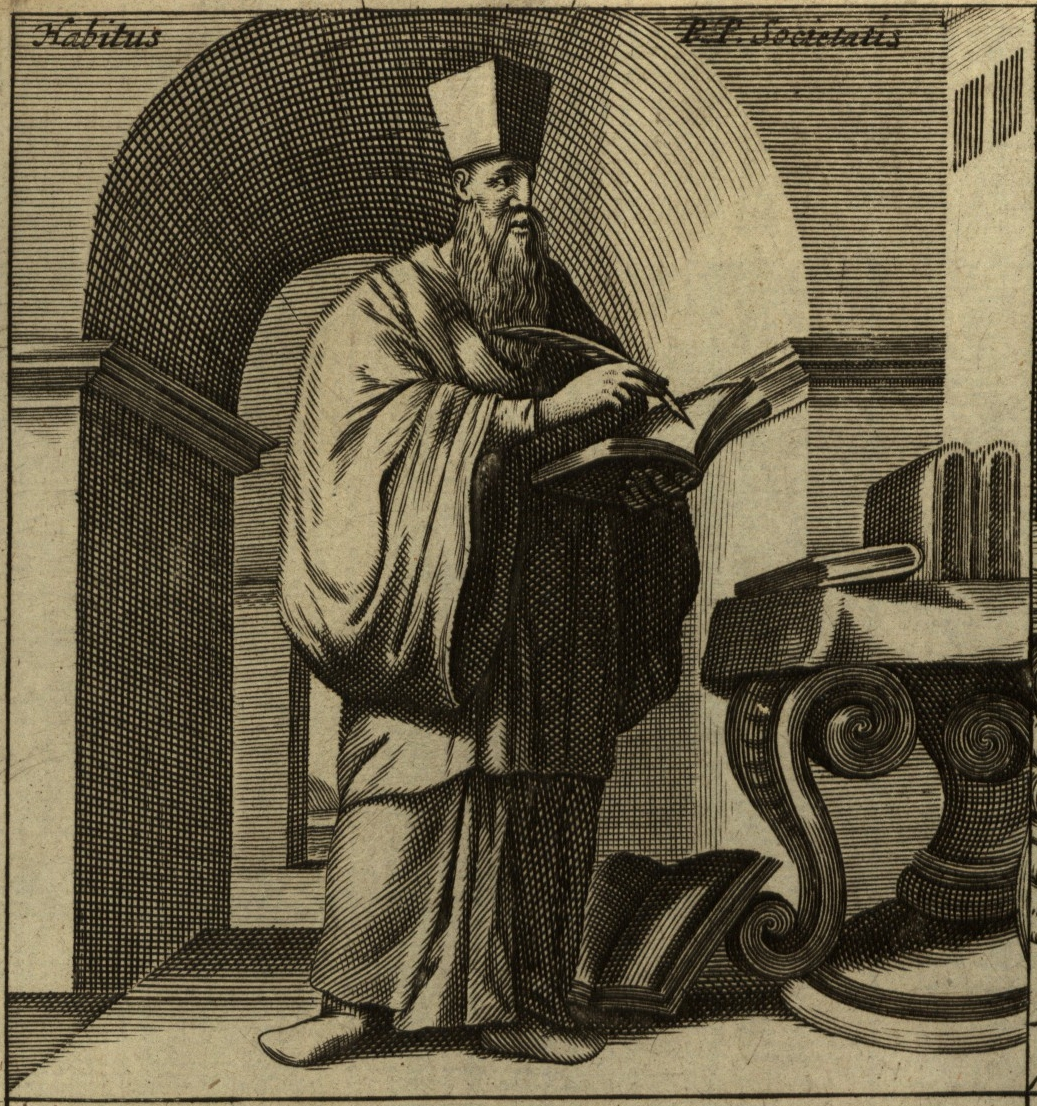
Michał Boym auf einem Holzschnitt von 1667

Michał Piotr Boym (* um 1612 in Lemberg; † 22. Juni 1659 bei Guangxi, China) war ein polnischer Wissenschaftler, Entdecker, Jesuit und Missionar in China. Er war einer der ersten Europäer, die das zentrale China bereisten und verfasste zahlreiche Bücher über die asiatische Fauna, Flora und Geografie.

## Leben
Über Boyms Kindheit und Jugend ist wenig bekannt. Er wurde um 1612 (oder 1614) in Kleinpolen geboren, als Sohn einer angesehenen Familie ungarischer Abstammung. Sein Vater war Arzt. Im Jahr 1631 trat Boym den Jesuiten bei und wurde zum Priester geweiht. Er verbrachte die nächsten zwölf Jahre mit intensiven Studien in Klöstern in Krakau, Kalisz, Jarosław und Sandomierz. Schließlich brach er 1643 zu einer Reise nach Ostasien auf. Sein Weg führte ihn zunächst nach Rom, wo er den Segen von Papst Urban VIII. für seine Reise einholte, und dann weiter nach Lissabon. Später im selben Jahr schiffte er sich mit einer Gruppe von neun weiteren Priestern und Klerikern auf ein Schiff zu den portugiesischen Kolonien Goa und anschließend Macau ein. Dort angekommen unterrichtete Boym zunächst an einer jesuitischen Schule. Er zog jedoch weiter auf die Insel Hainan und eröffnete eine kleine katholische Mission. Er musste jedoch 1647 nach Tonkin fliehen, als die Insel von den Mandschu erobert wurde.

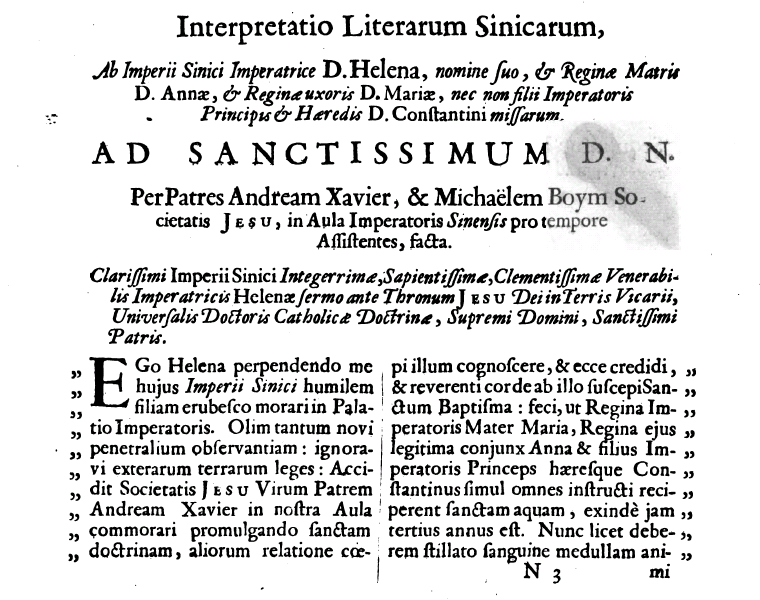
Brief der Kaiserinmutter Helena an Papst Innozenz X. in lateinischer Übersetzung von Michał Boym und Andreas Koffler

Im Jahr 1649 wurde Boym als Diplomat an den Hof von Kaiser Yongli entsandt, dem letzten Herrscher der Ming-Dynastie. Der Kaiser, dessen Herrschaft bereits von den eindringenden Mandschu (später Qing-Dynastie) bedroht wurde, war zum Christentum konvertiert, im Glauben, das würde die westlichen Herrscher dazu bewegen, ihm im Kampf um die Macht beizustehen. Boym wurde auserwählt, dem Papst die Situation des Kaisers darzulegen. Er erhielt Briefe vom Minister des Kaisers, bekannt unter seinem christlichen Namen Pang Achilles, die er an Papst Innozenz X. und Kardinal John de Lugo weiterleiten sollte. Weitere Briefe waren an den Dogen von Venedig und den König von Portugal gerichtet. Er brach mit Chen, einem Mitglied des Kaiserhofs, nach Goa auf. Dort erfuhren sie, dass der portugiesische König Hilfe für den chinesischen Kaiser bereits abgelehnt hatte, und dass Boyms Mission als eine mögliche Bedrohung für die zukünftigen Beziehungen zu den siegreichen Mandschu angesehen wurde. Der neu eingesetzte örtliche Provinzial der Jesuiten teilte diese Sichtweise und war der Meinung, dass der jesuitische Orden sich nicht in die internen Machtkämpfe um China einmischen sollte.
Boym wurde unter Hausarrest gestellt. Es gelang ihm jedoch, zu entkommen, und er setzte seine Reise zu Fuß fort. Über Hyderabad, Surat, Bandar Abbas und Schiraz erreichte er Isfahan in Persien, und reiste dann über Erzurum, Trabzon und İzmir weiter nach Venedig, wo er im Dezember 1652 eintraf. Da der venezianische Hof mit den Jesuiten im Streit lag, legte Boym seinen Habit ab und zog die Kleidung eines chinesischen Mandarin an.
Der Doge von Venedig lehnte zunächst eine Audienz für Boym ab, da Venedig in der Frage Chinas neutral bleiben wollte. Boym gelang es, den französischen Botschafter dazu zu bewegen, sich für den Fall einzusetzen. Er durfte vorsprechen, und der Doge nahm den Brief des Kaisers an. Die französische Einmischung führte jedoch zu einer Verstimmung von Papst Innozenz X., der Frankreich und dessen Ambitionen negativ gegenüberstand. Der neu ernannte General der Jesuiten, Goswin Nickel, befürchtete, Boyms Mission würde die Aktivitäten der Jesuiten in China und anderen Teilen der Welt gefährden.
1655 wurde ein neuer Papst gewählt, und drei Jahre später, am 18. Dezember 1658, gewährte Alexander VII. schließlich eine Audienz. Der Papst stand der Ming-Dynastie und ihrem Anliegen wohlwollend gegenüber, konnte aber keine praktische Hilfe anbieten, und sein Brief an den chinesischen Kaiser enthielt wenig außer mitfühlenden Worten und das Angebot, für den Kaiser zu beten. Dieser neue Brief des Papstes öffnete Boym jedoch viele neue Türen, und bei einer Audienz versprach König Johann IV. von Portugal, den Kaiser militärisch zu unterstützen.
Im März 1659 brach Boym zurück nach China auf. Von den acht Priestern, die ihn begleiteten, überlebten nur vier die Reise. In Goa erfuhr er, dass es um Yongli schlimm stand, und die portugiesischen Behörden verweigerten ihm trotz der Weisungen ihres Königs die Weiterreise nach Macao. Der Handel mit den siegreichen Mandschu sollte nicht gefährdet werden. Boym setzte sich erneut darüber hinweg, dass nur Portugiesen das Recht zustand, zu Fuß zu reisen. Er nahm eine nicht auf Karten verzeichnete Route nach Ayutthaya, der Hauptstadt von Siam. Er kaufte ein Schiff von Piraten und reiste damit in den Norden Vietnams. In Hanoi versuchte er einen Führer zu finden, der ihn und die restlichen Priester nach China bringen würde. Er scheiterte aber und musste allein aufbrechen, nur begleitet von Chen, der mit ihm den ganzen Weg von China nach Europa und zurück gereist war. Sie schafften es bis in die chinesische Provinz Guangxi, aber am 22. Juni 1659 starb Boym, ohne den Kaiserhof erreicht zu haben. Der Ort seines Grabes ist heute unbekannt.

## Werke

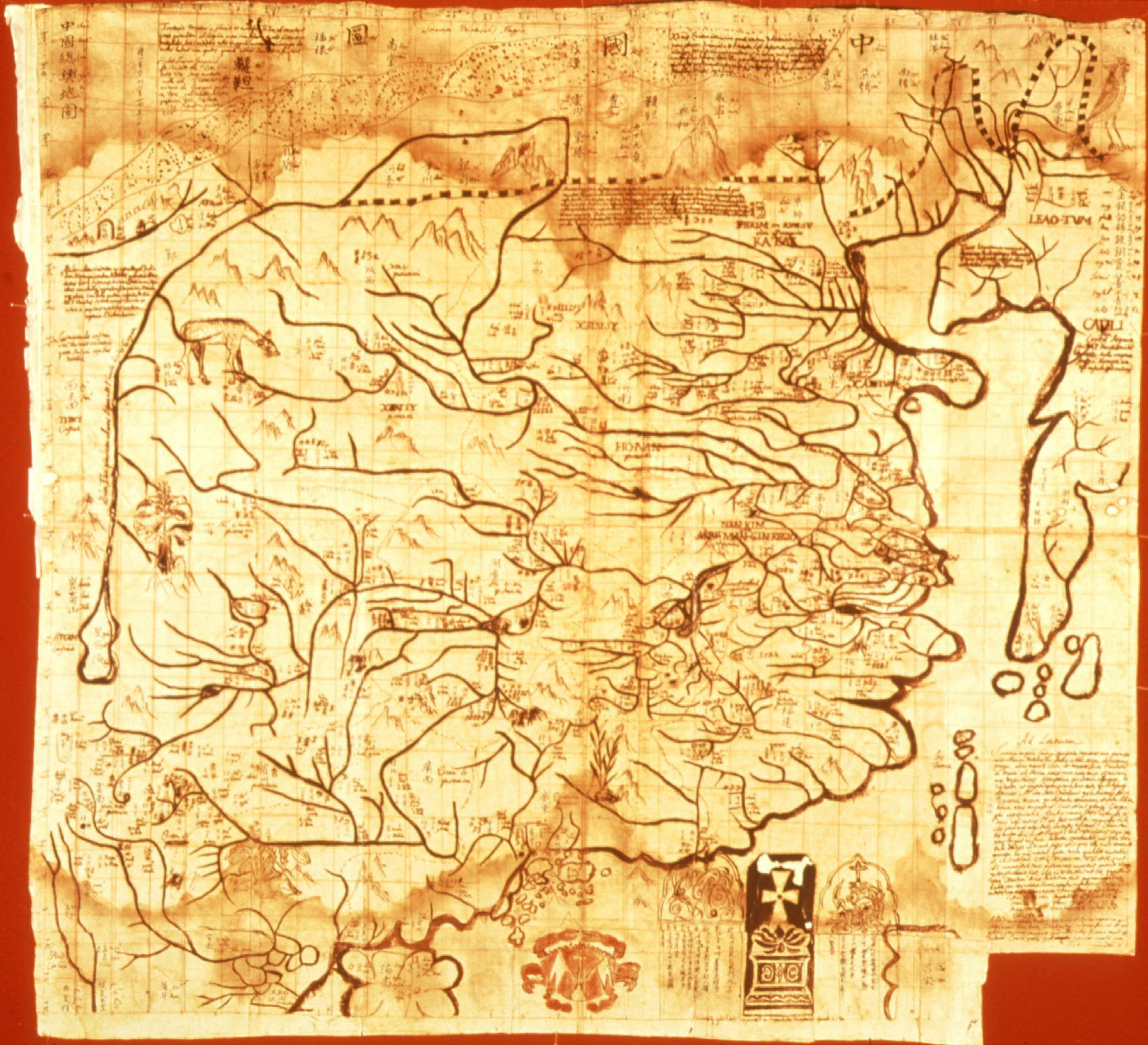
Von Boym gezeichnete Karte von China

Boym ist am bekanntesten für seine Beschreibungen der Flora, Fauna, Geschichte, Traditionen und Gebräuche der Länder, die er besuchte. Während seiner ersten Reise nach China schrieb er eine kurze Arbeit über die Pflanzen und Tiere Mosambiks. Die Schrift wurde später nach Rom gesandt, aber nie gedruckt. Während seiner ersten Rückreise aus China fertigte er eine große Sammlung von Karten an, die das zentrale China und Südostasien abbildeten. Er plante, die Sammlung um neun Kapitel zu erweitern, die China, seine Bräuche und sein politisches System, aber auch die chinesische Wissenschaft und chinesische Erfindungen beschreiben sollten. Auf seinen Karten wurde erstmals in Europa Korea korrekt als Halbinsel dargestellt und nicht als Insel. Auch verzeichnete er die genauen Positionen vieler chinesischer Städte, die vorher im Westen unbekannt waren oder nur bekannt durch die halb sagenhaften Berichte von Marco Polo. Boym zeichnete auch die Chinesische Mauer und die Wüste Gobi ein. Obwohl seine Sammlung nicht zu seinen Lebzeiten veröffentlicht wurde, erweiterte sie das Wissen des Westens über China.
Sein berühmtestes Werk ist die Flora Sinensis (Chinesische Flora), veröffentlicht in Wien 1656. Das Buch war die erste Beschreibung eines Ökosystems im Fernen Osten, das in Europa erschien. Boym unterstrich die medizinischen Eigenschaften der chinesischen Pflanzen. Das Werk enthält auch Appelle zur Unterstützung des katholischen chinesischen Kaisers und ein Huldigungsgedicht an Kaiser Leopold I., in dem jede Zeile ein Chronogramm mit dem Jahr 1655 enthält, dem Jahr der Krönung Leopolds zum König von Ungarn. Von ihm erhoffte sich Boym Unterstützung für seine Mission.
Ein weiteres botanisches Werk aus seiner Feder ist Specimen medicinae Sinicae (Medizinische Pflanzen Chinas), in dem er die traditionelle chinesische Medizin beschreibt und verschiedene Heilmethoden und Methoden der Diagnostik vorstellt, die vorher in Europa unbekannt waren, wie die Akupunktur und die Pulsmessung.